# 포켓몬스터 (1997년 애니메이션)의 에피소드 목록
다음은 일본의 애니메이션 《포켓몬스터》 시리즈 중 《포켓몬스터 (1997년 애니메이션)》의 에피소드 목록이다.

## 목록

### 무인
| 화수 | 제목                                                             | 본방송일자 (일본)                                             | 방영순서 |
| ---- | ---------------------------------------------------------------- | ------------------------------------------------------------- | -------- |
| 1    | "피카츄 너로 정했다!"                                            | 1997년 4월 1일 대한민국 내 방영 : 1999년 7월 14일 (1기 첫방)  | 1        |
| 2    | "대결! 포켓몬스터"                                               | 1997년 4월 8일 대한민국 내 방영 : 1999년 7월 15일             | 2        |
| 3    | "캐터피 넌 내꺼야"                                               | 1997년 4월 15일 대한민국 내 방영 : 1999년 7월 21일            | 3        |
| 4    | "サムライしょうねんのちょうせん!(사무라이 소년의 도전!)"         | 1997년 4월 22일 대한민국 내 미방영                            | 4        |
| 5    | "포켓몬 매니저 웅!"                                              | 1997년 4월 29일 대한민국 내 방영 : 1999년 7월 22일            | 5        |
| 6    | "달맞이 돌을 지켜라!"                                            | 1997년 5월 6일 대한민국 내 방영 : 1999년 7월 28일             | 6        |
| 7    | "결전! 지우 VS 이슬"                                             | 1997년 5월 13일 대한민국 내 방영 : 1999년 7월 29일            | 7        |
| 8    | "가자, 포켓몬 리그로!"                                           | 1997년 5월 20일 대한민국 내 방영 : 1999년 8월 4일             | 8        |
| 9    | "진정한 라이벌"                                                  | 1997년 5월 27일 대한민국 내 방영 : 1999년 8월 5일             | 9        |
| 10   | "꿈에 그리던 이상해씨"                                           | 1997년 6월 3일 대한민국 내 방영 : 1999년 8월 11일             | 10       |
| 11   | "파이리, 마음이 통했어!"                                         | 1997년 6월 10일 대한민국 내 방영 : 1999년 8월 12일            | 11       |
| 12   | "꼬부기단 등장"                                                  | 1997년 6월 17일 대한민국 내 방영 : 1999년 8월 18일            | 12       |
| 13   | "기다려! 환상의 포켓몬"                                          | 1997년 6월 24일 대한민국 내 방영 : 1999년 8월 19일            | 13       |
| 14   | "피카츄! 기본으로 돌아가라"                                      | 1997년 7월 1일 대한민국 내 방영 : 1999년 8월 25일             | 14       |
| 15   | "로켓단 두목 비주기"                                             | 1997년 7월 8일 대한민국 내 방영 : 1999년 8월 26일             | 15       |
| 16   | "탈출! 육지 찾아 삼만리"                                         | 1997년 7월 15일 대한민국 내 방영 : 1999년 9월 2일             | 16       |
| 17   | "거대 포켓몬의 정체"                                             | 1997년 7월 22일 대한민국 내 방영 : 1999년 9월 8일             | 17       |
| 18   | "누가 로켓단 좀 말려줘요?"                                       | 1997년 7월 29일 대한민국 내 방영 : 1999년 9월 9일             | 18       |
| 19   | "독파리, 왕눈해 미안해"                                          | 1997년 8월 5일 대한민국 내 방영 : 1999년 9월 15일             | 19       |
| 20   | "ゆうれいポケモンとなつまつり(유령 포켓몬과 여름축제)"           | 1997년 8월 12일 대한민국 내 미방영                            | 20       |
| 21   | "굿바이 버터플"                                                  | 1997년 8월 19일 대한민국 내 방영 : 1999년 9월 16일            | 21       |
| 22   | "강적! 초능력 포켓몬"                                            | 1997년 8월 26일 대한민국 내 방영 : 1999년 9월 30일            | 22       |
| 23   | "유령 포켓몬 우리 친구하자"                                      | 1997년 9월 2일 대한민국 내 방영 : 1999년 10월 6일             | 23       |
| 24   | "유령 포켓몬 VS 초능력 포켓몬"                                   | 1997년 9월 9일 대한민국 내 방영 : 1999년 10월 7일             | 24       |
| 25   | "성원숭! 화 좀 내지마"                                           | 1997년 9월 16일 대한민국 내 방영 : 1999년 10월 14일           | 25       |
| 26   | "エリカとクサイハナ(에리카(민화)와 쿠사이하나(냄새꼬))"          | 1997년 9월 23일 대한민국 내 미방영                            | 26       |
| 27   | "사라진 아이들을 찾아라!"                                        | 1997년 9월 30일 대한민국 내 방영 : 1999년 10월 20일           | 27       |
| 28   | "포켓몬의 진정한 매력"                                           | 1997년 10월 7일 대한민국 내 방영 : 1999년 10월 21일           | 28       |
| 29   | "챔피온 벨트여 나에게 오라!"                                     | 1997년 10월 14일 대한민국 내 방영 : 1999년 10월 27일          | 29       |
| 30   | "질퍽이 냄새는 그만"                                             | 1997년 10월 21일 대한민국 내 방영 : 1999년 10월 28일          | 30       |
| 31   | "디그다 자연을 지켜라"                                           | 1997년 10월 28일 대한민국 내 방영 : 1999년 11월 3일           | 31       |
| 32   | "セキチクにんじゃたいけつ!(연분홍 닌자 대결!)"                   | 1997년 11월 4일 대한민국 내 미방영                            | 32       |
| 33   | "최후의 승자는 누구"                                             | 1997년 11월 11일 대한민국 내 방영 : 1999년 11월 4일           | 33       |
| 34   | "밀림의 왕자 다잔"                                               | 1997년 11월 18일 대한민국 내 방영 : 1999년 11월 10일          | 34       |
| 35   | "전설의 포켓몬 미뇽"                                             | 1997년 11월 25일 대한민국 내 방영 : 1999년 11월 11일          | 35       |
| 36   | "긴급상황 포켓몬을 구하라"                                       | 1997년 12월 2일 대한민국 내 방영 : 1999년 11월 17일           | 36       |
| 37   | "변신의 천재 메타몽"                                             | 1997년 12월 9일 대한민국 내 방영 : 1999년 11월 18일           | 37       |
| 38   | "でんのうせんしポリゴン(전뇌전사 폴리곤)"                        | 1997년 12월 16일 대한민국 내 미방영                           | 38       |
| 39   | "피카츄 내사랑"                                                  | 1998년 4월 16일 대한민국 내 방영 : 1999년 11월 24일           | 39       |
| 40   | "진화냐 아니냐 그것이 문제로다"                                  | 1998년 4월 16일 대한민국 내 방영 : 1999년 11월 25일           | 40       |
| 41   | "일어나라 잠만보"                                                | 1998년 4월 23일 대한민국 내 방영 : 1999년 12월 1일            | 41       |
| 42   | "공인체육관 꿈 깨라"                                             | 1998년 4월 30일 대한민국 내 방영 : 1999년 12월 2일            | 42       |
| 43   | "어설픈 마술사 어누리"                                           | 1998년 5월 7일 대한민국 내 방영 : 1999년 12월 8일             | 43       |
| 44   | "진화하라 파라스"                                                | 1998년 5월 14일 대한민국 내 방영 : 1999년 12월 9일            | 44       |
| 45   | "푸린, 노래를 불러라!"                                           | 1998년 5월 21일 대한민국 내 방영 : 1999년 12월 15일           | 45       |
| 46   | "포켓몬 화석이여, 편히 잠들거라"                                 | 1998년 5월 28일 대한민국 내 방영 : 1999년 12월 16일           | 46       |
| 47   | "의사 선생님 살려주세요"                                         | 1998년 6월 4일 대한민국 내 방영 : 1999년 12월 22일            | 47       |
| 48   | "로이, 슬픈 과거는 잊어버려"                                     | 1998년 6월 11일 대한민국 내 방영 : 1999년 12월 29일           | 48       |
| 49   | "고라파덕, 네가 웬일이니?"                                       | 1998년 6월 18일 대한민국 내 방영 : 1999년 12월 30일           | 49       |
| 50   | "토게피의 주인은 누구일까요?"                                    | 1998년 6월 25일 대한민국 내 방영 : 2000년 1월 5일             | 50       |
| 51   | "이상해씨 난 진화하기 싫어"                                      | 1998년 7월 2일 대한민국 내 방영 : 2000년 1월 6일              | 51       |
| 52   | "이슬과 로사! 숙명의 대결!"                                      | 1998년 7월 9일 대한민국 내 방영 : 2000년 1월 12일             | 52       |
| 53   | "정의의 기사 나옹"                                               | 1998년 7월 9일 대한민국 내 방영 : 2000년 1월 13일 (1기 종방)  | 53       |
| 54   | "가디! 정의를 지켜라"                                            | 1998년 7월 16일 대한민국 내 방영 : 2000년 1월 18일 (2기 첫방) | 54       |
| 55   | "찰칵! 피카츄를 찍을꺼야!"                                       | 1998년 7월 23일 대한민국 내 방영 : 2000년 1월 19일            | 55       |
| 56   | "시험은 싫어! 시합이 좋아!"                                      | 1998년 7월 30일 대한민국 내 방영 : 2000년 1월 25일            | 56       |
| 57   | "고라파덕! 함정에 빠지다!"                                       | 1998년 8월 6일 대한민국 내 방영 : 2000년 1월 26일             | 57       |
| 58   | "もえろ! グレンジム!(타올라라! 그렌 체육관)"                     | 1998년 8월 13일 대한민국 내 미방영                            | 58       |
| 59   | "격돌! 마그마 VS 리자몽"                                         | 1998년 8월 20일 대한민국 내 방영 : 2000년 4월 6일             | 59       |
| 60   | "거북왕! 왕국을 지켜라"                                          | 1998년 8월 27일 대한민국 내 방영 : 2000년 4월 12일            | 60       |
| 61   | "이슬, 인어공주가 되다!"                                         | 1998년 9월 3일 대한민국 내 방영 : 2000년 4월 13일             | 61       |
| 62   | "삐삐! 우주 끝까지 날아라!"                                      | 1998년 9월 10일 대한민국 내 방영 : 2000년 4월 19일            | 62       |
| 63   | "지우! 마지막 배지를 차지하다!"                                  | 1998년 9월 17일 대한민국 내 방영 : 2000년 4월 20일            | 63       |
| 64   | "마임맨! 서커스를 해라!"                                         | 1998년 9월 24일 대한민국 내 방영 : 2000년 4월 26일            | 64       |
| 65   | "루주라, 크리스마스를 기억하라"                                  | 1998년 10월 5일 대한민국 내 방영 : 2000년 12월 25일           | 65       |
| 66   | "피카츄, 눈산을 넘어라"                                          | 1998년 10월 5일 대한민국 내 방영 : 2000년 9월 6일             | 66       |
| 67   | "영원한 맞수! 지우와 바람!"                                      | 1998년 10월 8일 대한민국 내 방영 : 2000년 4월 27일            | 67       |
| 68   | "야돈, 야도란으로 진화하다"                                      | 1998년 10월 15일 대한민국 내 방영 : 2000년 5월 3일            | 68       |
| 69   | "파도타기 피카츄의 전설!"                                        | 1998년 10월 22일 대한민국 내 방영 : 2000년 5월 4일            | 69       |
| 70   | "냄새꼬! 로켓단을 물리쳐라!"                                     | 1998년 10월 29일 대한민국 내 방영 : 2000년 5월 10일           | 70       |
| 71   | "영화 출연 결정! 고라파덕!"                                      | 1998년 11월 5일 대한민국 내 방영 : 2000년 5월 11일            | 71       |
| 72   | "나옹이의 가나다라마바사!"                                       | 1998년 11월 12일 대한민국 내 방영 : 2000년 5월 17일           | 72       |
| 73   | "사천왕 시바 등장!"                                              | 1998년 11월 19일 대한민국 내 방영 : 2000년 5월 18일           | 73       |
| 74   | "포케모니아 문명과 거대 포켓몬"                                  | 1998년 11월 26일 대한민국 내 방영 : 2000년 5월 24일           | 74       |
| 75   | "ガラガラのホネこんぼう(텅구리의 뼈다귀곤봉)"                    | 1998년 12월 3일 대한민국 내 미방영                            | 75       |
| 76   | "시작! 포켓몬 리그"                                              | 1998년 12월 10일 대한민국 내 방영 : 2000년 5월 25일           | 76       |
| 77   | "제1차전 물경기장"                                               | 1998년 12월 17일 대한민국 내 방영 : 2000년 5월 31일           | 77       |
| 78   | "얼음경기장 불꽃과 전기의 대결"                                  | 1998년 12월 24일 대한민국 내 방영 : 2000년 6월 1일            | 78       |
| 79   | "くさのフィールド! いがいなきょうてき!(풀 경기장! 의외의 강적!)" | 1999년 1월 1일 대한민국 내 미방영                             | 79       |
| 80   | "새로운 라이벌 등장"                                             | 1999년 1월 7일 대한민국 내 방영 : 2000년 6월 7일              | 80       |
| 81   | "대결! 지우 VS 훈"                                               | 1999년 1월 14일 대한민국 내 방영 : 2000년 6월 8일             | 81       |
| 82   | "포켓몬 리그 최후의 승자"                                        | 1999년 1월 21일 대한민국 내 방영 : 2000년 6월 14일            | 82       |

### 오렌지제도
| 화수 | 제목                                      | 본방송일자 (일본)                                            | 방영순서 |
| ---- | ----------------------------------------- | ------------------------------------------------------------ | -------- |
| 83   | "새로운 시작 오렌지 제도"                 | 1999년 1월 28일 대한민국 내 방영 : 2000년 6월 15일           | 83       |
| 84   | "비행선은 불행선"                         | 1999년 2월 4일 대한민국 내 방영 : 2000년 6월 21일            | 84       |
| 85   | "신기한 남쪽나라 포켓몬"                  | 1999년 2월 11일 대한민국 내 방영 : 2000년 6월 22일           | 85       |
| 86   | "라프라스를 구하라"                       | 1999년 2월 18일 대한민국 내 방영 : 2000년 6월 28일           | 86       |
| 87   | "오렌지리그! 서귤체육관"                  | 1999년 2월 25일 대한민국 내 방영 : 2000년 6월 29일           | 87       |
| 88   | "사라진 포켓몬을 찾아라"                  | 1999년 3월 4일 대한민국 내 방영 : 2000년 7월 5일             | 88       |
| 89   | "크리스탈 롱스톤"                         | 1999년 3월 11일 대한민국 내 방영 : 2000년 7월 6일            | 89       |
| 90   | "핑크포켓몬의 천국"                       | 1999년 3월 18일 대한민국 내 방영 : 2000년 7월 11일           | 90       |
| 91   | "껍질포켓몬! 투구의 비밀"                 | 1999년 3월 25일 대한민국 내 방영 : 2000년 7월 12일           | 91       |
| 92   | "포켓몬 유랑극단"                         | 1999년 4월 1일 대한민국 내 방영 : 2000년 7월 18일            | 92       |
| 93   | "안녕! 고라파덕, 반가워요! 골덕"          | 1999년 4월 8일 대한민국 내 방영 : 2000년 7월 19일            | 93       |
| 94   | "바다의 나이팅게일! 간호순"               | 1999년 4월 15일 대한민국 내 방영 : 2000년 7월 25일           | 94       |
| 95   | "네이블체육관 눈 덮인 산에서의 대결"      | 1999년 4월 22일 대한민국 내 방영 : 2000년 7월 26일           | 95       |
| 96   | "먹보 잠만보 대소동"                      | 1999년 4월 29일 대한민국 내 방영 : 2000년 8월 1일            | 96       |
| 97   | "유령선과 유령포켓몬"                     | 1999년 5월 6일 대한민국 내 방영 : 2000년 8월 2일             | 97       |
| 98   | "행복의 나옹님"                           | 1999년 5월 13일 대한민국 내 방영 : 2000년 8월 8일            | 98       |
| 99   | "진정한 전사 스라크"                      | 1999년 5월 20일 대한민국 내 방영 : 2000년 8월 9일            | 99       |
| 100  | "리자몽, 스라크가 싫어"                   | 1999년 5월 27일 대한민국 내 방영 : 2000년 8월 16일           | 100      |
| 101  | "사천왕 칸나! 물과 얼음의 마음"           | 1999년 6월 3일 대한민국 내 방영 : 2000년 8월 17일            | 101      |
| 102  | "니드런의 사랑이야기"                     | 1999년 6월 10일 대한민국 내 방영 : 2000년 8월 23일           | 102      |
| 103  | "정전된 도시를 구하라!"                   | 1999년 6월 17일 대한민국 내 방영 : 2000년 8월 24일           | 103      |
| 104  | "하수도 괴물 정체를 밝혀라"               | 1999년 6월 24일 대한민국 내 방영 : 2000년 8월 30일           | 104      |
| 105  | "유자체육관의 대결"                       | 1999년 7월 1일 대한민국 내 방영 : 2000년 8월 31일 (2기 종방) | 105      |
| 106  | "피카츄 VS 나옹, 기묘한 우정"             | 1999년 7월 15일 대한민국 내 방영 : 2000년 9월 7일 (3기 첫방) | 106      |
| 107  | "리자몽, 제발 말을 들어줘"                | 1999년 7월 22일 대한민국 내 방영 : 2000년 9월 13일           | 107      |
| 108  | "어니부기 소방대 화재를 진압하라"         | 1999년 7월 29일 대한민국 내 방영 : 2000년 9월 14일           | 108      |
| 109  | "잠만보, 친구가 소중하냐 음식이 소중하냐" | 1999년 8월 5일 대한민국 내 방영 : 2000년 9월 20일            | 109      |
| 110  | "리자몽, 피카츄 환상의 콤비"              | 1999년 8월 12일 대한민국 내 방영 : 2000년 9월 21일           | 110      |
| 111  | "잉어킹, 진화의 비밀"                     | 1999년 8월 19일 대한민국 내 방영 : 2000년 9월 27일           | 111      |
| 112  | "로사, 불쌍한 인생이여"                   | 1999년 8월 26일 대한민국 내 방영 : 2000년 9월 28일           | 112      |
| 113  | "지우, 위너스컵을 차지하라"               | 1999년 9월 2일 대한민국 내 방영 : 2000년 10월 4일            | 113      |
| 114  | "최후의 대결, 망나뇽 등장"                | 1999년 9월 9일 대한민국 내 방영 : 2000년 10월 5일            | 114      |
| 115  | "굿바이! 라프라스"                        | 1999년 9월 16일 대한민국 내 방영 : 2000년 10월 11일          | 115      |
| 116  | "붐볼 폭발 일보직전"                      | 1999년 9월 26일 대한민국 내 방영 : 2000년 10월 12일          | 116      |
| 117  | "드디어 돌아왔노라, 태초마을에"           | 1999년 9월 30일 대한민국 내 방영 : 2000년 10월 18일          | 117      |
| 118  | "라이벌 대결, 지우 VS 바람"               | 1999년 10월 7일 대한민국 내 방영 : 2000년 10월 19일          | 118      |

### 금은
| 화수 | 제목                                                                                   | 본방송일자 (일본)                                              | 방영순서 |
| ---- | -------------------------------------------------------------------------------------- | -------------------------------------------------------------- | -------- |
| 119  | "새로운 출발 성도리그"                                                                 | 1999년 10월 14일 대한민국 내 방영 : 2000년 10월 25일           | 119      |
| 120  | "치코리타! 승부는 9회말 2아웃부터"                                                     | 1999년 10월 21일 대한민국 내 방영 : 2000년 10월 26일           | 120      |
| 121  | "힘의 대결, 헤라크로스 VS 쁘사이저"                                                    | 1999년 10월 28일 대한민국 내 방영 : 2000년 11월 1일            | 121      |
| 122  | "마노를 발견하는 코리갑"                                                               | 1999년 11월 4일 대한민국 내 방영 : 2000년 11월 2일             | 122      |
| 123  | "부우부 환상을 깨트려라"                                                               | 1999년 11월 11일 대한민국 내 방영 : 2000년 11월 8일            | 123      |
| 124  | "환상의 아르코 댄싱팀"                                                                 | 1999년 11월 18일 대한민국 내 방영 : 2000년 11월 9일            | 124      |
| 125  | "페이검, 고양이 도선생을 잡아라"                                                       | 1999년 11월 25일 대한민국 내 방영 : 2000년 11월 15일           | 125      |
| 126  | "블루의 화려한 생활"                                                                   | 1999년 12월 2일 대한민국 내 방영 : 2000년 11월 16일            | 126      |
| 127  | "노라키, 눈을 보면 마음을 안다"                                                        | 1999년 12월 9일 대한민국 내 방영 : 2000년 11월 22일            | 127      |
| 128  | "치코리타는 고집불통"                                                                  | 1999년 12월 16일 대한민국 내 방영 : 2000년 11월 23일           | 128      |
| 129  | "누오, GS볼을 돌려줘!"                                                                 | 1999년 12월 23일 대한민국 내 방영 : 2000년 11월 29일           | 129      |
| 130  | "레디바의 피리"                                                                        | 2000년 1월 1일 대한민국 내 방영 : 2000년 11월 30일             | 130      |
| 131  | "로사와 해피너스 눈물어린 우정"                                                        | 2000년 1월 6일 대한민국 내 방영 : 2000년 12월 6일              | 131      |
| 132  | "だいピンチ! マダツボミのとう!(대위기! 모다피의 탑!)"                                  | 2000년 1월 13일 대한민국 내 미방영                             | 132      |
| 133  | "キキョウジム! おおぞらのたたかい!(도라지 체육관! 거대한 하늘의 싸움!!)"               | 2000년 1월 20일 대한민국 내 미방영                             | 133      |
| 134  | "마릴, 내사랑 울보!"                                                                   | 2000년 1월 27일 대한민국 내 방영 : 2000년 12월 7일             | 134      |
| 135  | "토게피와 꼬리선 장난 그만둬!"                                                         | 2000년 2월 3일 대한민국 내 방영 : 2000년 12월 13일             | 135      |
| 136  | "리자몽 다시 만날때까지 안녕"                                                          | 2000년 2월 10일 대한민국 내 방영 : 2000년 12월 14일            | 136      |
| 137  | "나옹, 해루미로 변장하다"                                                              | 2000년 2월 17일 대한민국 내 방영 : 2000년 12월 20일            | 137      |
| 138  | "무엇이 치코리타를 화나게 하는가"                                                      | 2000년 2월 24일 대한민국 내 방영 : 2000년 12월 21일            | 138      |
| 139  | "통통코가 되고 싶은 뚜벅쵸"                                                            | 2000년 3월 2일 대한민국 내 방영 : 2000년 12월 27일             | 139      |
| 140  | "수수께끼의 슈퍼영웅! 글라이거맨"                                                      | 2000년 3월 9일 대한민국 내 방영 : 2000년 12월 28일             | 140      |
| 141  | "메리프와 목장의 소녀"                                                                 | 2000년 3월 16일 대한민국 내 방영 : 2001년 1월 3일              | 141      |
| 142  | "バトルしようぜ!ハッサムVSヘラクロス!!(시합하자! 핫삼 대 헤라크로스!!)"                | 2000년 3월 23일 대한민국 내 미방영                             | 142      |
| 143  | "브케인 넌 내꺼야"                                                                     | 2000년 3월 30일 대한민국 내 방영 : 2001년 1월 4일              | 143      |
| 144  | "야돈이여 비를 내리게 하라"                                                            | 2000년 4월 6일 대한민국 내 방영 : 2001년 1월 10일              | 144      |
| 145  | "규토리 열매와 신기한 몬스터볼"                                                        | 2000년 4월 13일 대한민국 내 방영 : 2001년 1월 11일             | 145      |
| 146  | "고동체육관 딱정벌레 배지"                                                             | 2000년 4월 20일 대한민국 내 방영 : 2001년 1월 17일             | 146      |
| 147  | "파오리에겐 파가 있다."                                                                | 2000년 4월 27일 대한민국 내 방영 : 2001년 1월 18일             | 147      |
| 148  | "마자용 로켓단 포켓몬이 되다"                                                          | 2000년 5월 4일 대한민국 내 방영 : 2001년 1월 31일              | 148      |
| 149  | "최고의 소방포켓몬 꼬부기단"                                                           | 2000년 5월 11일 대한민국 내 방영 : 2001년 2월 1일              | 149      |
| 150  | "우파의 귀여운 얼굴에 속지말지어다"                                                    | 2000년 5월 18일 대한민국 내 방영 : 2001년 2월 7일              | 150      |
| 151  | "나옹 떠날 때는 말없이"                                                                | 2000년 5월 25일 대한민국 내 방영 : 2001년 2월 8일              | 151      |
| 152  | "다크포켓몬 델빌, 병든 친구를 구하라"                                                  | 2000년 6월 1일 대한민국 내 방영 : 2001년 2월 14일              | 152      |
| 153  | "지우 대 이슬, 누가 리아코를 차지할 것인가"                                            | 2000년 6월 8일 대한민국 내 방영 : 2001년 2월 15일              | 153      |
| 154  | "무장조 대 브케인, 강철날개 대 불꽃 공격"                                              | 2000년 6월 15일 대한민국 내 방영 : 2001년 2월 21일             | 154      |
| 155  | "리아코 세상은 넓고 친구는 많다"                                                       | 2000년 6월 22일 대한민국 내 방영 : 2001년 2월 22일             | 155      |
| 156  | "최면술의 황제 별난 야부엉"                                                            | 2000년 6월 29일 대한민국 내 방영 : 2001년 2월 28일             | 156      |
| 157  | "잠시 휴전, 로켓단과 손을 잡다"                                                        | 2000년 7월 6일 대한민국 내 방영 : 2001년 3월 7일 (3기 종방)    | 157      |
| 158  | "누가 초능력 포켓몬을 무시하는가"                                                      | 2000년 7월 13일 대한민국 내 방영 : 2001년 3월 8일 (4기 첫방)   | 158      |
| 159  | "포켓몬 점술, 운명은 내 손안에 있소이다"                                               | 2000년 7월 27일 대한민국 내 방영 : 2001년 3월 14일             | 159      |
| 160  | "황금체육관 밀탱크는 무서워"                                                           | 2000년 8월 3일 대한민국 내 방영 : 2001년 3월 15일              | 160      |
| 161  | "황금체육관, 시합은 아직도 끝나지 않았다"                                              | 2000년 8월 10일 대한민국 내 방영 : 2001년 3월 21일             | 161      |
| 162  | "뒤죽박죽 라디오 드라마"                                                               | 2000년 8월 17일 대한민국 내 방영 : 2001년 3월 22일             | 162      |
| 163  | "누가누가 벌레 포켓몬을 많이 잡나"                                                     | 2000년 8월 24일 대한민국 내 방영 : 2001년 3월 28일             | 163      |
| 164  | "꼬지모는 풀포켓몬일까, 바위포켓몬일까"                                                | 2000년 8월 31일 대한민국 내 방영 : 2001년 3월 29일             | 164      |
| 165  | "고대 포켓몬 공원 알파의 유적"                                                         | 2000년 9월 7일 대한민국 내 방영 : 2001년 4월 4일               | 165      |
| 166  | "우체부 구구, 우리는 배달의 자손"                                                      | 2000년 9월 14일 대한민국 내 방영 : 2001년 4월 11일             | 166      |
| 167  | "주뱃, 초음파를 이용한 사랑의 치료"                                                    | 2000년 9월 21일 대한민국 내 방영 : 2001년 4월 12일             | 167      |
| 168  | "격투 포켓몬 시합, 도치 도장을 지켜라"                                                 | 2000년 9월 28일 대한민국 내 방영 : 2001년 4월 18일             | 168      |
| 169  | "나옹, 감동의 눈물, 그것도 잠깐"                                                       | 2000년 10월 5일 대한민국 내 방영 : 2001년 4월 19일             | 169      |
| 170  | "이슬, 누가 감히 날 무시하는가"                                                        | 2000년 10월 12일 대한민국 내 방영 : 2001년 4월 25일            | 170      |
| 171  | "포켓몬 뷰티 선발대회 대소동"                                                          | 2000년 10월 19일 대한민국 내 방영 : 2001년 4월 26일            | 171      |
| 172  | "신비한 약은 아무나 만드나"                                                            | 2000년 10월 26일 대한민국 내 방영 : 2001년 5월 2일             | 172      |
| 173  | "블래키, 어둠에 빛을 뿌려라"                                                           | 2000년 11월 2일 대한민국 내 방영 : 2001년 5월 3일              | 173      |
| 174  | "멋쟁이 순찰대원 레디안"                                                               | 2000년 11월 9일 대한민국 내 방영 : 2001년 5월 9일              | 174      |
| 175  | "누가 마자용을 화나게 하는가"                                                          | 2000년 11월 16일 대한민국 내 방영 : 2001년 5월 10일            | 175      |
| 176  | "미니미니 메타용 메타뿅"                                                               | 2000년 11월 23일 대한민국 내 방영 : 2001년 5월 16일            | 176      |
| 177  | "나옹이랑 블루랑 그랑블루랑"                                                           | 2000년 11월 30일 대한민국 내 방영 : 2001년 5월 17일            | 177      |
| 178  | "アリアドス! ポケモンにんぽうバトル!!(아리아도스! 포켓몬 둔갑술 시합!!)"               | 2000년 12월 7일 대한민국 내 미방영                             | 178      |
| 179  | "왕자리 유리조심"                                                                      | 2000년 12월 14일 대한민국 내 방영 : 2001년 5월 23일            | 179      |
| 180  | "나옹 풀포켓몬 토너먼트에 출전하다"                                                    | 2000년 12월 21일 대한민국 내 방영 : 2001년 5월 31일            | 180      |
| 181  | "피카츄와 피츄, 누가 과일을 훔쳐가는가"                                                | 2001년 1월 4일 대한민국 내 방영 : 2001년 6월 7일               | 181      |
| 182  | "토게피 이슬이 품으로 돌아오라"                                                        | 2001년 1월 11일 대한민국 내 방영 : 2001년 6월 13일             | 182      |
| 183  | "やけたとう! マツバとうじょう!!(불탄 탑! 마츠바 등장!!)"                               | 2001년 1월 18일 대한민국 내 미방영                             | 183      |
| 184  | "エンジュジム! ゴーストバトル!!(인주 체육관! 고스트 배틀!!)"                           | 2001년 1월 25일 대한민국 내 미방영                             | 184      |
| 185  | "イーブイ5しまい! おちゃかいでバトル!!(이브이 5자매! 다도회 배틀!!)"                   | 2001년 2월 1일 대한민국 내 미방영                              | 185      |
| 186  | "니로우에게 뺏긴 배지를 찾아라"                                                        | 2001년 2월 8일 대한민국 내 방영 : 2001년 6월 20일              | 186      |
| 187  | "총어의 무지갯빛 하늘이여"                                                             | 2001년 2월 15일 대한민국 내 방영 : 2001년 6월 27일             | 187      |
| 188  | "깜지곰, 애교는 아무나 부리나"                                                         | 2001년 2월 22일 대한민국 내 방영 : 2001년 7월 4일              | 188      |
| 189  | "해너츠, 해루미로 진화하라"                                                            | 2001년 3월 1일 대한민국 내 방영 : 2001년 7월 11일              | 189      |
| 190  | "꾸꾸리 온천을 찾아라"                                                                 | 2001년 3월 8일 대한민국 내 방영 : 2001년 7월 18일              | 190      |
| 191  | "프리져, 조난당한 사람을 구하라"                                                       | 2001년 3월 15일 대한민국 내 방영 : 2001년 7월 25일             | 191      |
| 192  | "윈디, 화염의 돌을 지켜라"                                                             | 2001년 3월 22일 대한민국 내 방영 : 2001년 8월 1일              | 192      |
| 193  | "노고치 누가누가 잘하나"                                                               | 2001년 3월 29일 대한민국 내 방영 : 2001년 8월 8일              | 193      |
| 194  | "마자용 맞긴 뭘 맞아"                                                                  | 2001년 4월 5일 대한민국 내 방영 : 2001년 8월 22일              | 194      |
| 195  | "꿈이라면 깨지 말지어다"                                                               | 2001년 4월 12일 대한민국 내 방영 : 2001년 8월 29일             | 195      |
| 196  | "オーダイルVSカメックス! すもうバトル!!(오다이루 VS 카멧쿠스! 스모 시합!!)"            | 2001년 4월 19일 대한민국 내 미방영                             | 196      |
| 187  | "포켓몬 통역 그게 가능한가"                                                            | 2001년 4월 26일 대한민국 내 방영 : 2001년 9월 5일              | 197      |
| 198  | "골뱃 황금가면을 지켜라"                                                               | 2001년 5월 3일 대한민국 내 방영 : 2001년 9월 12일              | 198      |
| 199  | "천재화가 루브도"                                                                      | 2001년 5월 10일 대한민국 내 방영 : 2001년 9월 19일             | 199      |
| 200  | "웅, 이게 꿈이뇨 생시뇨"                                                               | 2001년 5월 17일 대한민국 내 방영 : 2001년 9월 26일             | 200      |
| 201  | "치코리타 나도 화나면 무섭다"                                                          | 2001년 5월 24일 대한민국 내 방영 : 2001년 10월 10일            | 201      |
| 202  | "베이리프 제발 울지마"                                                                 | 2001년 5월 31일 대한민국 내 방영 : 2001년 10월 17일            | 202      |
| 203  | "ネイティうらない! みらいよちのしんぴ!!(네이티의 점! 미래예지의 신비!!)"               | 2001년 6월 7일 대한민국 내 미방영                              | 203      |
| 204  | "포켓몬 기구대회"                                                                      | 2001년 6월 14일 대한민국 내 방영 : 2001년 10월 24일            | 204      |
| 205  | "슈퍼스타 포켓몬 뽀뽀라"                                                               | 2001년 6월 21일 대한민국 내 방영 : 2001년 10월 31일            | 205      |
| 206  | "나는야 파도타기 코뿌리"                                                               | 2001년 6월 28일 대한민국 내 방영 : 2001년 11월 7일             | 206      |
| 207  | "숨을래몬 꼭꼭 숨어라 머리카락 보일라"                                                 | 2001년 7월 5일 대한민국 내 방영 : 2001년 11월 14일             | 207      |
| 208  | "간호순, 물포켓몬은 싫어요"                                                            | 2001년 7월 12일 대한민국 내 방영 : 2001년 11월 21일            | 208      |
| 209  | "포켓몬 오아시스의 비밀"                                                               | 2001년 7월 19일 대한민국 내 방영 : 2001년 11월 28일 (4기 종방) | 209      |
| 210  | "담청시티의 포켓몬 시합"                                                               | 2001년 7월 26일 대한민국 내 방영 : 2001년 12월 5일 (5기 첫방)  | 210      |
| 211  | "충격배지! 넌 내꺼야"                                                                  | 2001년 8월 2일 대한민국 내 방영 : 2001년 12월 12일             | 211      |
| 212  | "소용돌이 열도! 새로운 도전"                                                           | 2001년 8월 9일 대한민국 내 방영 : 2001년 12월 19일             | 212      |
| 213  | "올드린! 하늘 끝까지 날아라"                                                           | 2001년 8월 16일 대한민국 내 방영 : 2001년 12월 26일            | 213      |
| 214  | "초라기! 바다로 떠나자!"                                                               | 2001년 8월 23일 대한민국 내 방영 : 2002년 1월 2일              | 214      |
| 215  | "새로운 친구 코산호"                                                                   | 2001년 8월 30일 대한민국 내 방영 : 2002년 1월 9일              | 215      |
| 216  | "침몰선에 숨겨진 포켓몬의 비밀"                                                        | 2001년 9월 6일 대한민국 내 방영 : 2002년 1월 16일              | 216      |
| 217  | "대포무노 친구를 구하라"                                                               | 2001년 9월 13일 대한민국 내 방영 : 2002년 1월 23일             | 217      |
| 218  | "소용돌이 컵, 바다의 영혼을 차지하라"                                                  | 2001년 9월 20일 대한민국 내 방영 : 2002년 1월 30일             | 218      |
| 219  | "지우 VS 이슬! 승리는 누구에게?"                                                       | 2001년 9월 27일 대한민국 내 방영 : 2002년 2월 6일              | 219      |
| 220  | "디그다, 마을을 지켜라"                                                                | 2001년 10월 4일 대한민국 내 방영 : 2002년 2월 20일             | 220      |
| 221  | "행운을 부르는 은빛 날개 액세서리"                                                     | 2001년 10월 11일 대한민국 내 방영 : 2002년 2월 27일            | 221      |
| 222  | "전설의 포켓몬 엑스! 그는 누구인가?"                                                   | 2001년 10월 18일 대한민국 내 방영 : 2002년 3월 6일             | 222      |
| 223  | "아기 루기아! 실버를 구하라"                                                           | 2001년 10월 25일 대한민국 내 방영 : 2002년 3월 13일            | 223      |
| 224  | "루기아와의 약속을 지켜라"                                                             | 2001년 11월 1일 대한민국 내 방영 : 2002년 3월 20일             | 224      |
| 225  | "부우부 화려한 날이여, 다시한번!"                                                      | 2001년 11월 8일 대한민국 내 방영 : 2002년 3월 27일             | 225      |
| 226  | "강철배지! 넌 내꺼야!"                                                                 | 2001년 11월 15일 대한민국 내 방영 : 2002년 4월 3일             | 226      |
| 227  | "이상해씨! 연구소의 평화를 지켜라!"                                                    | 2001년 11월 22일 대한민국 내 방영 : 2002년 4월 10일            | 227      |
| 228  | "エーフィとサクラ! エンジュシティふたたび!!(에피와 사쿠라! 인주 시티에서 다시 한번!!)" | 2001년 11월 29일 대한민국 내 미방영                            | 228      |
| 229  | "スイクンとミナキ! ホウオウのでんせつ!!(스이쿤과 미나키! 칠색조의 전설!!)"             | 2001년 12월 6일 대한민국 내 미방영                             | 229      |
| 230  | "베이리프! 하늘 끝까지 달려라!"                                                        | 2001년 12월 13일 대한민국 내 방영 : 2002년 4월 17일            | 230      |
| 231  | "여경! 사라진 알을 찾아라"                                                             | 2001년 12월 20일 대한민국 내 방영 : 2002년 4월 24일            | 231      |
| 232  | "장난꾸러기 코코리"                                                                    | 2001년 12월 27일 대한민국 내 방영 : 2002년 5월 1일             | 232      |
| 233  | "우리는 영원한 로켓단!"                                                                | 2002년 1월 10일 대한민국 내 방영 : 2002년 5월 8일              | 233      |
| 234  | "꿈이여, 깨지 말지어다!"                                                               | 2002년 1월 17일 대한민국 내 방영 : 2002년 5월 15일             | 234      |
| 235  | "배루키! 사람들을 믿어라"                                                              | 2002년 1월 24일 대한민국 내 방영 : 2002년 5월 22일             | 235      |
| 236  | "자신의 운명은 자신이 만든다!"                                                         | 2002년 1월 31일 대한민국 내 방영 : 2002년 5월 29일             | 236      |
| 237  | "로켓단의 음모를 막아라!"                                                              | 2002년 2월 7일 대한민국 내 방영 : 2002년 6월 5일               | 237      |
| 238  | "갸라도스! 분노를 가라 앉혀라!"                                                        | 2002년 2월 14일 대한민국 내 방영 : 2002년 6월 12일             | 238      |
| 239  | "메꾸리! 얼어붙은 마음을 녹여라!"                                                      | 2002년 2월 21일 대한민국 내 방영 : 2002년 6월 19일             | 239      |
| 240  | "얼음배지를 차지하라"                                                                  | 2002년 2월 28일 대한민국 내 방영 : 2002년 6월 26일             | 240      |
| 241  | "풀 포켓몬! 초원의 평화를 지켜라!"                                                     | 2002년 3월 7일 대한민국 내 방영 : 2002년 7월 3일               | 241      |
| 242  | "마그카르고! 불타는 마음으로 잡아라"                                                   | 2002년 3월 14일 대한민국 내 방영 : 2002년 7월 10일             | 242      |
| 243  | "신기한 포켓몬 마법"                                                                   | 2002년 3월 21일 대한민국 내 방영 : 2002년 7월 24일             | 243      |
| 244  | "호수의 비밀! 썬더와 크리스탈"                                                         | 2002년 3월 28일 대한민국 내 방영 : 2002년 7월 31일             | 244      |
| 245  | "쌍둥이 푸푸린과 포켓몬 콘서트"                                                        | 2002년 4월 11일 대한민국 내 방영 : 2002년 8월 7일              | 245      |
| 246  | "야돈의 깨달음! 지우의 깨달음!"                                                        | 2002년 4월 18일 대한민국 내 방영 : 2002년 8월 14일             | 246      |
| 247  | "가짜 오박사 대소동"                                                                   | 2002년 4월 25일 대한민국 내 방영 : 2002년 8월 21일             | 247      |
| 248  | "삐랑 삐삐랑 별똥별이랑"                                                               | 2002년 5월 2일 대한민국 내 방영 : 2002년 8월 28일              | 248      |
| 249  | "슈륙챙이! 왕구리로 진화하다"                                                          | 2002년 5월 9일 대한민국 내 방영 : 2002년 9월 4일               | 249      |
| 250  | "시합 공원에서의 포켓몬시합"                                                           | 2002년 5월 16일 대한민국 내 방영 : 2002년 9월 11일             | 250      |
| 251  | "왕구리와 포켓몬 치어리더"                                                             | 2002년 5월 23일 대한민국 내 방영 : 2002년 9월 18일             | 251      |
| 252  | "얼음 동굴의 포켓몬을 지켜라!"                                                         | 2002년 5월 30일 대한민국 내 방영 : 2002년 9월 25일             | 252      |
| 253  | "미뇽, 신뇽으로 진화하다!"                                                             | 2002년 6월 6일 대한민국 내 방영 : 2002년 10월 2일              | 253      |
| 254  | "지우, 용의 이빨을 지켜라!"                                                            | 2002년 6월 13일 대한민국 내 방영 : 2002년 10월 9일             | 254      |
| 255  | "망나뇽, 분노를 가라 앉혀라!"                                                          | 2002년 6월 20일 대한민국 내 방영 : 2002년 10월 16일            | 255      |
| 256  | "마지막 배지를 차지하라!"                                                              | 2002년 6월 27일 대한민국 내 방영 : 2002년 10월 23일            | 256      |
| 257  | "그래용, 지우의 배지를 찾아라!"                                                        | 2002년 7월 4일 대한민국 내 방영 : 2002년 10월 30일             | 257      |
| 258  | "류류 체육관! 물속의 시합!"                                                            | 2002년 7월 11일 대한민국 내 방영 : 2002년 11월 6일             | 258      |
| 259  | "라프라스, 노래를 불러라!"                                                             | 2002년 7월 18일 대한민국 내 방영 : 2002년 11월 13일            | 259      |
| 260  | "애버라스! 마음을 열어라!"                                                             | 2002년 7월 25일 대한민국 내 방영 : 2002년 11월 20일            | 260      |
| 261  | "앤테이와 온천에서 생긴 일!"                                                           | 2002년 8월 1일 대한민국 내 방영 : 2002년 11월 27일 (5기 종방)  | 261      |
| 262  | "야도킹! 왕의징표석!!"                                                                 | 2002년 8월 8일 대한민국 내 방영 : 2024년 8월 10일 (6기 첫방)   | 262      |
| 263  | "나진과 에레키드!"                                                                     | 2002년 8월 15일 대한민국 내 방영 : 2024년 8월 10일             | 263      |
| 264  | "애버라스, 힘내라!"                                                                    | 2002년 8월 22일 대한민국 내 방영 : 2024년 8월 10일             | 264      |
| 265  | "이상한 나라의 안농!"                                                                  | 2002년 8월 29일 대한민국 내 방영 : 2024년 8월 17일             | 265      |
| 266  | "마기라스와 애버라스!"                                                                 | 2002년 9월 5일 대한민국 내 방영 : 2024년 8월 17일              | 266      |
| 267  | "포푸니와 성스러운불꽃!"                                                               | 2002년 9월 12일 대한민국 내 방영 : 2024년 8월 17일             | 267      |
| 268  | "은빛대회! 바람이와의 재회!"                                                           | 2002년 9월 19일 대한민국 내 방영 : 2024년 8월 24일             | 268      |
| 269  | "예선리그! 마그케인 불꽃 배틀!!"                                                       | 2002년 9월 26일 대한민국 내 방영 :2024년 8월 24일              | 269      |
| 270  | "메가니움 VS 이상해씨! 풀 타입의 자존심!"                                              | 2002년 10월 3일 대한민국 내 방영 : 2024년 8월 24일             | 270      |
| 271  | "결승 토너먼트! 풀배틀 6 VS 6!!"                                                       | 2002년 10월 10일 대한민국 내 방영 : 2024년 8월 31일            | 271      |
| 272  | "라이벌 대결! 거북왕 VS 리자몽!!"                                                      | 2002년 10월 17일 대한민국 내 방영 : 2024년 8월 31일            | 272      |
| 273  | "다시 만난 번치코! 한웅과의 대결!!"                                                    | 2002년 10월 24일 대한민국 내 방영 : 2024년 8월 31일            | 273      |
| 274  | "풀배틀의 결말! 각자의 길!!"                                                           | 2002년 10월 31일 대한민국 내 방영 : 2024년 9월 7일             | 274      |
| 275  | "안녕... 그리고, 새로운 여행!"                                                         | 2002년 11월 7일 대한민국 내 방영 : 2024년 9월 7일              | 275      |
| 276  | "피카츄와의 이별...!"                                                                  | 2002년 11월 14일 대한민국 내 방영 : 2024년 9월 7일 (6기 종방)  | 276      |